# HEAT UP
「HEAT UP」（ヒート・アップ）は、1997年7月21日に発売された、日本の歌手平井堅の6枚目のシングル。

## 概要
前作「Stay With Me」以来約8ヶ月ぶりのリリース。
コーラスアレンジを久保田利伸が担当している。
3rdアルバム『THE CHANGING SAME』には収録されず、ベストアルバム『Ken Hirai 10th Anniversary Complete Single Collection '95-'05 歌バカ』にて初めてアルバムに収録された。シングル発売からアルバム収録までの期間が最も長いシングルとなった。
カップリング曲の「キャッチボール」は、2ndアルバム『Stare At』からのリカット。
累計出荷枚数は1万枚。

## 収録曲
| 全作詞・作曲: 平井堅。 |                            |        |            |          |      |
| #                      | タイトル                   | 作詞   | 作曲・編曲 | 編曲     | 時間 |
| 1.                     | 「HEAT UP」                | 平井堅 | 平井堅     | 羽田一郎 | 4:09 |
| 2.                     | 「キャッチボール」         | 平井堅 | 平井堅     | 梶野秀樹 | 3:12 |
| 3.                     | 「HEAT UP」(Backing Track) | 平井堅 | 平井堅     |          | 4:09 |

## タイアップ
- テレビ朝日系九州ブロック『高校野球中継』イメージソング（＃1）
- エフエム世田谷ほか『平井堅のたまリバ!』オープニングテーマ曲（＃1）

## 収録アルバム
HEAT UP
- Ken Hirai 10th Anniversary Complete Single Collection '95-'05 歌バカ
- Ken Hirai Singles Best Collection 歌バカ2[2]

キャッチボール
- Stare At
- Ken Hirai 15th Anniversary c/w Collection '95-'10 “裏 歌バカ”